# Duarte Freitas do Amaral
Duarte Pinto de Carvalho de Freitas do Amaral CvGDM • ComC • GCIH (Guimarães, Oliveira do Castelo, 13 de Maio de 1909 — Lisboa, Prazeres, 16 de Julho de 1979) foi um engenheiro e político português.

## Família
Filho de Duarte do Amaral Pinto de Freitas e de sua mulher Ana Mendes Ribeiro de Oliveira, ambos naturais de Guimarães, oriundo de uma família fidalga vimaranense, os (Pinto de Carvalho) de Freitas do Amaral. Nasceu a 13 de maio de 1909, no Largo Franco Castelo Branco - atualmente denominado Largo da Misericórdia -, na freguesia de Oliveira do Castelo, em Guimarães.

## Biografia
Estudou no Liceu Nacional Martins Sarmento e licenciou-se em Engenharia Civil, pela Faculdade de Engenharia da Universidade do Porto.
Iniciou a sua carreira profissional no Ministério das Finanças, onde foi Secretário do Ministro das Finanças (depois Presidente do Conselho), António de Oliveira Salazar. Entre os cargos que exerceu, contam-se os de Delegado do Governo junto da Rádio Renascença, durante a Segunda Grande Guerra, Presidente da Comissão Reguladora dos Produtos Químicos e Farmacêuticos, Vice-Presidente do Conselho de Administração da Sacor (em representação do Estado), Membro dos Conselhos Superiores da Indústria e dos Combustíveis e Presidente do Conselho Fiscal da Companhia Nacional de Navegação.
Na política foi Presidente da Comissão Concelhia de Guimarães da União Nacional e, de seguida, Deputado da Nação, eleito pelo Círculo de Braga. Durante esse período foi um dos impulsionadores de um plano de melhoramentos na cidade e no concelho de Guimarães, além de diversas obras em monumentos e edifícios públicos: o restauro da Igreja de São Domingos, da Colegiada de Nossa Senhora da Oliveira, do Mosteiro de São Torcato e do Paço dos Duques de Bragança.
Foi homenageado com a Medalha de Ouro da Cidade de Guimarães, e distinguido como Comendador da Ordem Militar de Cristo a 18 de Julho de 1960, Grã-Cruz da Ordem do Infante D. Henrique, Grande-Oficial da Ordem de Rio Branco do Brasil, Oficial da Ordem do Cruzeiro do Sul do Brasil e Comendador da Ordem de São Gregório Magno da Santa Sé. Foi Cavaleiro de Graça e Devoção da Ordem Soberana e Militar de Malta.

## Casamento e descendência
Casou em Lisboa, na 3.ª Conservatória do Registo Civil, a 11 de Dezembro de 1936 com Maria Filomena de Campos Trocado (Póvoa de Varzim, Póvoa de Varzim, 8 de Julho de 1913 - ?), filha de Josué Francisco Trocado e de sua mulher Maria Alves de Campos, sobrinha-neta do 1.º Barão da Póvoa de Varzim, ambos naturais da Póvoa de Varzim e foi pai de quatro filhos: 
- Duarte Pinto de Freitas do Amaral (Guimarães, 29 de Outubro de 1937 - 6 de Agosto de 19?)
- Pedro Pinto de Freitas do Amaral (Guimarães, 14 de Outubro de 1938 - Casa da Eira, 7 de Outubro de 19?)
- Diogo Freitas do Amaral (Póvoa de Varzim, Póvoa de Varzim, 21 de Julho de 1941 - Cascais, 3 de Outubro de 2019), professor e político
- João Pinto de Freitas do Amaral (Lisboa, 30 de Maio de 1948 - Lisboa, São Domingos de Benfica, 21 de Março de 1995)

## Morte
Morreu em Lisboa, na freguesia dos Prazeres, a 16 de julho de 1979.